# Veneno (banda)
Veneno fue un grupo musical español formado en 1975 e integrado por Kiko Veneno y los hermanos Rafael y Raimundo Amador. En 1977 publicaron su único disco, con el nombre de la banda. En 1978 se disolvió el grupo. 

## Historia
En 1984 se reencuentran Kiko y Raimundo (sin Rafael) para lanzar el maxisencillo Si tú, si yo, en el que también participaban Martirio, Manuel Salado y Ortiz Morales.
En 1989, de nuevo se unen Kiko y Raimundo para dar lugar al que hasta hoy es el último disco firmado con el nombre de la banda, El pueblo 'guapeao' . 

## Obra
Aunque su disco debut no tuvo gran repercusión en su momento, actualmente es considerado uno de los mejores discos de la historia de las músicas urbanas en España y las revistas Rockdelux y Efe Eme lo eligieron como mejor disco español del siglo XX. 
Con el tiempo el disco ha acumulado ventas superiores a 300 000 copias.

## Discografía
- Veneno (CBS, 1977).
- Si tú, si yo (Epic, 1984). Maxisencillo.
- El pueblo 'guapeao'  (Twins, 1989).